# ビアージョ・ダントーニオ
ビアージョ・ダントーニオ・トゥッチ（ Biagio d'Antonio Tucci、1446年 - 1516年6月1日）は、ルネサンス期のイタリアの画家である。フィレンツェやローマなどの教会の壁画や調度品の装飾画を描いたことなどで知られている。

## 略歴
フィレンツェで生まれた。誰から絵を学んだかは知られていないが、そのスタイルは当時人気のあったフィレンツェの画家、フィリッポ・リッピ(1406-1469)やアンドレア・デル・ヴェロッキオ(1435-1488)、ドメニコ・ギルランダイオ(1448-1494)の影響が見られ、彼らと共に働いた。1472年以前に、ヤコポ・デル・セライオ(Jacopo del Sellaio:: 1441/42–1493)とも家具の装飾画の仕事を共同でしている。
1476年以前にフィレンツェとロマーニャのファエンツァの両方に工房を開き、ファエンツァでは1504年まで教会の祭壇画などを描く仕事をした。
1481年から1482年の期間にコジモ・ロッセッリの指揮下で、バチカンのシスティーナ礼拝堂のフレスコ画を描いた。1482年に、ピエトロ・ペルジーノ(1443-1523)とともにフィレンツェのヴェッキオ宮殿での装飾画の注文を受けたが、これは実現しなかった
フィレンツェで没した。

## 作品

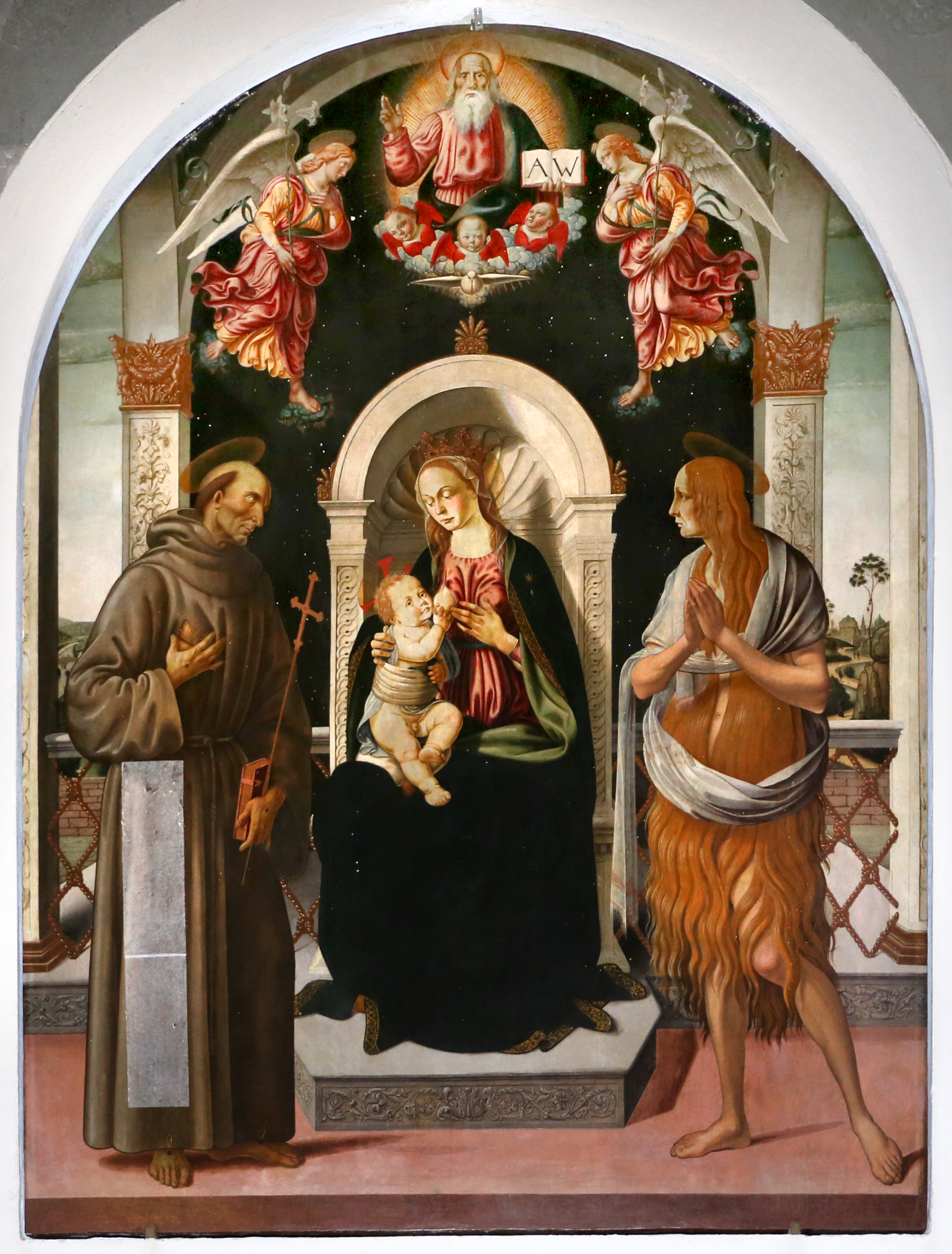
聖フランチェスと聖マドレーヌと聖母子 Chiesa di San Francesco (フィレンツェ)
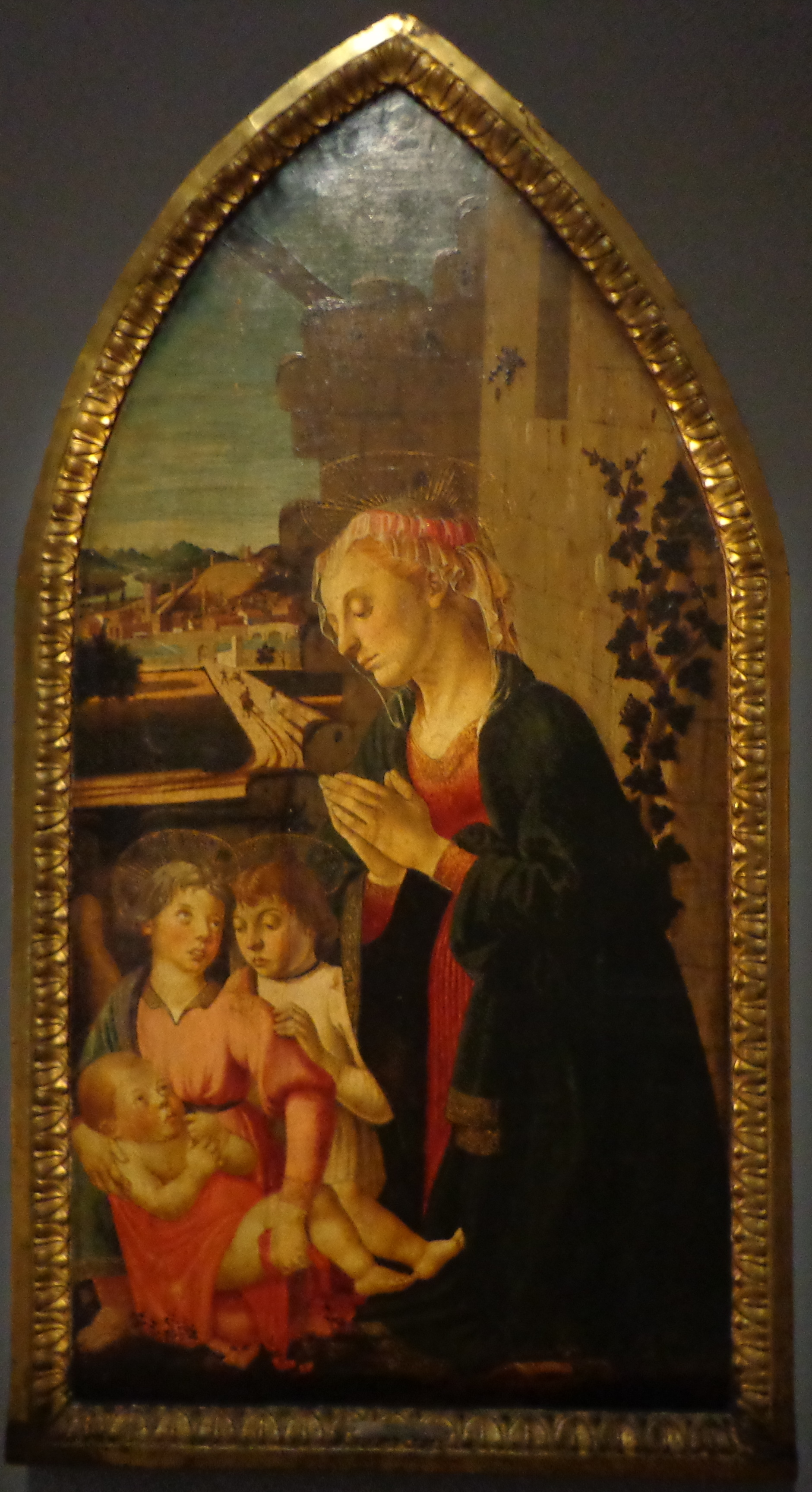
"Adoration of the Child with two Angels"(1470/1476) Musée des Beaux-Arts de Strasbourg
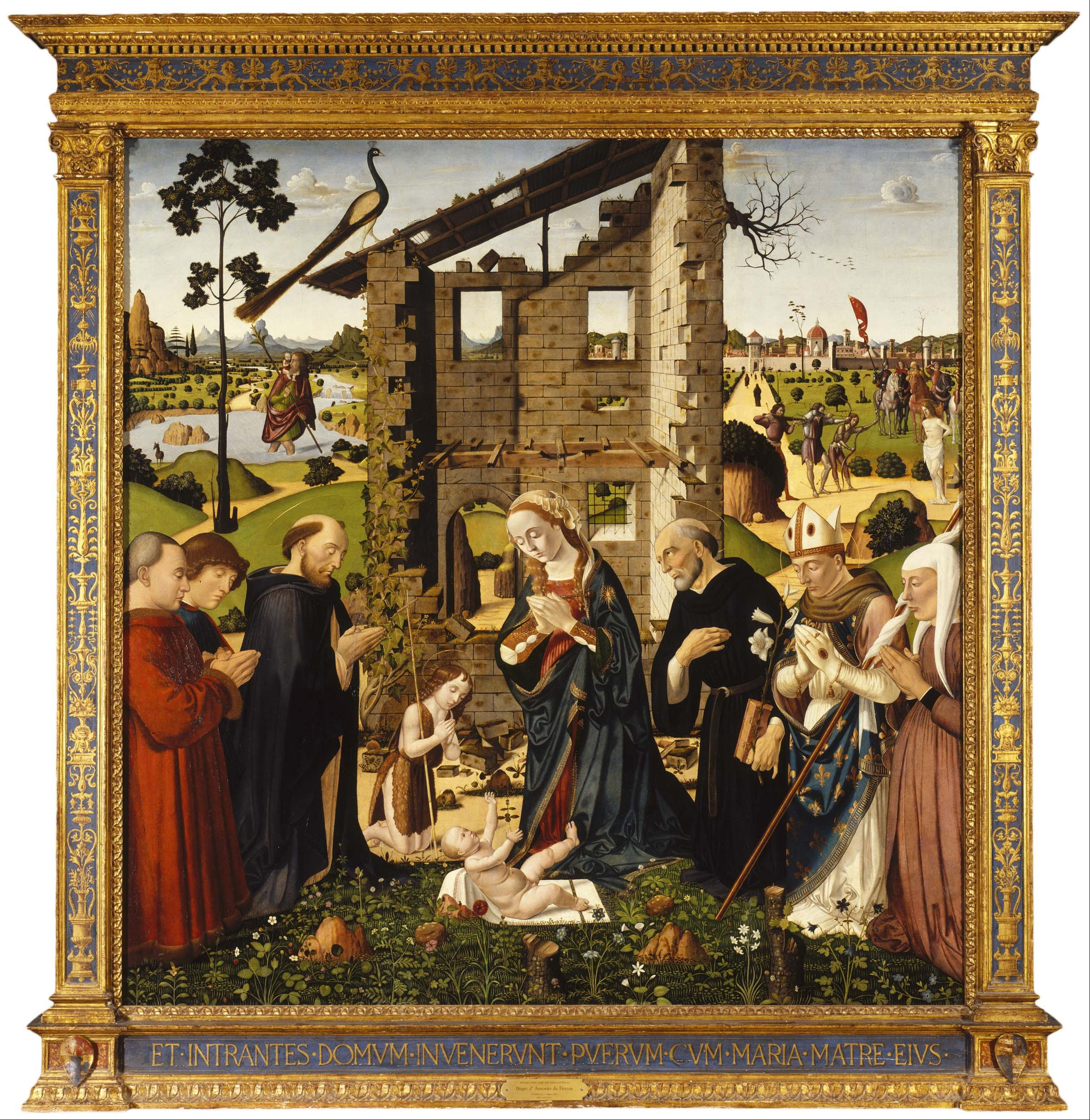
"The Adoration of the Child with Saints and Donors" (c.1476) フィルブルック美術館